# Тунхуа (уезд)
Тунхуа́ (кит. упр. 通化, пиньинь Tōnghuà) — уезд городского округа Тунхуа провинции Гирин (КНР).

## История
Во времена империи Хань на этих землях существовал уезд Шанъиньтай (上殷台县).
Уезд Тунхуа был образован во времена империи Цин в 1877 году. После образования Китайской Республики он вошёл в состав провинции Фэнтянь, в 1929 году переименованной в Ляонин.
В 1931 году Маньчжурия была оккупирована японцами, создавшими в 1932 году марионеточное государство Маньчжоу-го. В 1934 году территория Маньчжоу-го была разделена на 14 провинций, и уезд Тунхуа вошёл в состав провинции Аньдун, а в 1937 году — в состав новой провинции Тунхуа.
По окончании Второй мировой войны правительство Китайской республики осуществило административно-территориальный передел Северо-Востока, и уезд Тунхуа вошёл в состав провинции Аньдун. В 1949 году провинция Аньдун была расформирована, и уезд Тунхуа вошёл в состав новой провинции Ляодун. После расформирования в 1954 году провинции Ляодун уезд Тунхуа вошёл в состав провинции Гирин.

## Административное деление
Уезд Тунхуа делится на 10 посёлков, 3 волости и 2 национальные волости.